# Mizuho
Mizuho (jap. 瑞穂市 Mizuho-shi) – miasto w prefekturze Gifu, na wyspie Honsiu (Honshū), w Japonii.

## Położenie
Miasto leży w południowej części prefektury Gifu, nad rzekami: Nagara i Ibi.
Miasto graniczy z: Kitagata, Gifu, Motosu, Ōgaki w prefekturze Gifu.

## Historia
Miasto powstało 1 maja 2003 roku z połączenia miasteczek Hozumi i Sunami.